# God of War: Ascension
A God of War: Ascension egy akció-kaland videójáték, amelyet a SIE Santa Monica Studio fejlesztett, és a Sony Interactive Entertainment adott ki 2013 márciusában, kizárólag PlayStation 3 konzolra. Ez a God of War sorozat hetedik része és az egész sorozat előzménye.

## Jellemzői
A God of War Ascension egy third-person hack & slash akció/kaland műfajú játék. Ezekben a műfajokban jelenleg a God of War tartja legmagasabban a mércét. A játék tartja magát az elődökhöz méltó minőséghez mind játékmenetben mind grafikában. A hangokat némileg átalakították. A fegyverek hangja valamivel dinamikusabb. A harcrendszert is átalakítás érte. Az egyetlen amiben egy kicsit visszavettek az a történet. De természetesen ez a God of War mérce. A legnagyobb újítás a Multipalyer mód amire még a sorozat során még egyszer sem volt példa.

## Történet
A sorozatnak ezen része még a God of War első része előtt játszódik még mielőtt Arészt legyőzte volna Kratosz. A feldühödött Kratosz családja legyilkolása után (aminek a hátterében Árész áll) meg akarja szegni az Árésznak tett esküjét. Viszont ezeket az esküket a fúriák védelmezik. Akik ezeket az esküket megszegik azokat a fúriák levadásszák és addig kínozzák vagy kergetik az őrületbe amíg az meg nem gondolja magát.

Kratoszra is ugyanígy rátámadnak a fúriák. A fúriák közül 3-an fognak Kratosz ellen menni Megaera, Tisifóné és Alecto (a fő fúria). Rengeteg vízióval próbálják megőrjíteni Kratoszt (főleg Tisifóné) de ilyenkor Orkos siet a segítségünkre (aki Alecto és Árész közös gyermeke) aki különféle tárgyakkal (például az eskü kövével(oath stone)) és tanácsokkal lát el minket ahhoz, hogy legyőzzék a fúriákat.

Amikor Kratoszt elfogják a fúriák akkor is ő menti meg Kratoszt. A Delphoi jósdába el kell jutni Kratosznak és meg kell megtudakolnia Aletheia-tól, hogy mit kell tenni ahhoz, hogy legyőzze a fúriák vízióit. De ekkor Castorral találja szemben magát (akinek a testére rá van nőve Pollux) aki Uroborus amulettjével képes öregíteni illetve fiatalítani magát továbbá mindent ami annak hatása alá kerül. Miközben Kratosz harcol Castorral ő rátámad Aletheia-ra aki leesik a mélybe. Kratosz utána ugrik Castorral a kezei között. Kratosz letépi Pollüxot Castor testéről majd miután földet értek pont mint egy csúszómászót eltapossa. Castortól elveszi az amulettet.

Csodával határos módon kiderül, hogy a jósnő túlélte a zuhanást. Aletheia ekkor elárulja, hogy az ő (azaz Aletheia) Alecto fúria által kitépett szemeivel tudja legyőzni a víziókat ugyanis ő megvilágosodott és a szemei képesek voltak látni az igazságot ezért kellett őket eltávolítani. A szemeket a tengeren túl Délosz lámpásában elrejtve találja meg.

Kratosz útnak ered és tűzön vízen át eljut a lámpásig és megszerzi a szemeket. Ezt felhasználva akarja legyőzni a víziókat. De a lámpásban a 3 fúria együttesen várja Orkossal együtt akit a fúriák elfogadtak. Kratosz rájuk támad de Alecto egy egyszerű varázslattal a földre kényszeríti Kratoszt.

Ekkor elszállítják a Hekatonkheirek-hez az Átkozottak Börtönébe Kratoszt. Miután onnan kiszabadul az egyik fúria rátámad (Megaera) és a belőle kimászó bogarakkal változtat át minden elő vagy holt testet és hajt az ő irányítása alá. A Hekatonkheirek egyik kezébe is belemásznak a bogarak és abból kikel egy hatalmas szörny amit Kratosz kegyetlenül lemészárol. Majd a játék során még előfordul 2 ilyen lény. A Hekatonkheirek arcát is megfertőzi abból csápok nőnek ki melyet Kratosz egy az előbb említett lény által vág le és így eljut Megaera-hoz majd ledobja a Hekatonkheirek-ről és zuhanás közben Kratosz a Káosz pengéjével átszúrja a szívét.

Így meghalt Megaera és a Hekatonkheirek is illetve az összes olyan lény ami a belőle kikelt bogarakhoz köze van.

Kratosz eljut Alecto kamrájába és itt történik meg a fő küzdelem amibe Tisifóné is bekapcsolódik (természetesen Kratosz ellenfeleként). Miután legyőztük a két fúriát Kratosz kegyetlenül kivégzi őket.

Majd betér az otthonába ahol Orkos várja és elárulja neki, hogy a fúriák átka miatt ami Orkosra szállt addig Kratosz nem szabad az eskü alól még Orkost meg nem öli. Kratosz nehéz szívvel ugyan de megöli legfőbb segítőjét így megtörik az eskü és Kratosz innentől szabad lesz. Felgyújtja egyetlen otthonát és elindul Árészhoz a busszút beteljesíteni.

## Játékmenet
A játék ott kezdődik, hogy Kratosz leláncolva van az Átkozottak Börtönében. Naponta kínozta Megaera és az első szavai is azok, hogy soha többé. A szavát be is tartja. Kiszabadul Megaera egyik hibáját kihasználva. Miután követtük tűzön vízen át Megaera-t megöljük és elvesszük tőle Uroborusz amulettjét, amit még Kratosz elszállítása alatt vett el Kratosztól. Amikor azt Kratosz visszavette Megaera teteméről visszaemlékszik arra, hogy miként is szerezte meg az amulettet. 3 hetet emlékszik vissza.
Kratoszt állandóan a víziók gyötrik amiktől nem tud szabadulni. Itt ismerjük meg Orkost is akit Kratosz víziónak képzelt ezért rátámadt. Orkosnak semmi baja nem lett. Ellátta tanácsokkal és elmarasztalásokkal. Az időben visszaemlékező Kratosz történetét élhetjük át a játék nagy részében (Kb. 90%).
A játék a sorozatból már megismert XP fejlődési rendszert követi. A God of War sorozatban a piros mana képviselni az XP-t. Ezt a fegyvereink illetve egyéb eszközeink fejlesztésére használhatjuk el. A játék elején még kevesebbet, de ahogy haladunk előre a történetben, annál több XP-t kapunk 1-1 ellenség megöléséért vagy piros láda kinyitásáért. A harcrendszert átalakították. Most már nincsenek külön fegyverek csak a Káosz pengéi, amelyre különböző istenek képességeit tehetjük (Árész: Tűz, Poszeidón: jég, Zeusz: villám, Hádész: sötét mágia). A mozdulatok végei minden isten képességeinél másak. A különleges képességek is változóak (L1+négyzet, háromszög). Az alapvető harci mozdulatot megrövidítették 6-ról 4 tagúra de ha a "rage" szint felemelkedik, akkor visszakapjuk a már jól megismert 6 mozdulatos támadást. A külön fegyvereket sem vették ki teljesen csak felvehető formába tették. Az ellenségektől vagy elszórtan találhatjuk meg őket (kard, lándzsa, pajzs) a pályán. De ha nincs külön fegyver, akkor Kratosz az ökleire hagyatkozik.
A játékban újítás bizonyos ellenségek kivégzése. Ilyenkor egy kis "mini játékot" kapunk, ahol az ellenséget kell döfködni a pengéikkel, de közben ki kell térni 1-1 támadás elől. A játékban nem lehet a kör billentyűvel felkapni a kisebb ellenségeket és azonnal kivégezni (kivéve Megaera bogarait) mint az előző részekben, hanem támadnunk kell őket, és ha egy ikon felettük arany színnel világít, akkor már azt jelenti, hogy közel vannak a halálhoz, de még nem kivégezhetők. Ilyenkor Kratosz egy nem halálos támadást hajt végre az ellenfelén. De ha a felettük lévő ikon piros akkor az azt jelenti, hogy eljött a halál ideje. Ilyenkor Kratosz brutálisan kivégzi az ellenséges karaktert.
A játék során rengeteg fejtörőt kapunk majd. Sokszor kell használnunk a megszerzett tárgyakat (Uroborusz amulettje, Eskü köve) a logikai feladatok megoldásához. De van amikor kombinálni kell a kettőt.
Egy apró újítást is bevezettek, ami Kratosz falon való ügyes mozgása és Kratosz lejtőkön való csúszkálása. De még fellelhetők bizonyos fal betörések is, ami idáig nem igen fordult elő ilyen formában a sorozat alatt.
Néhány falon való melléugrás, vagy néhány átugrásnál Kratosz nem kapja el a falakat (tehát elölről lehet kezdeni) de egyes esetekben az alkalmazásprogramozási felületről lemaradnak a gombok leírásai, ami szintén befolyásolhatja a játékot, de akadnak a játék menetét akadályozó hibák is.

## Több játékos mód (multiplayer)

Az elveszett lelkek sivataga (Háttérben: Polüphémosz)

A God of War sorozat legnagyobb újítása a multiplayer, amelyet először itt az Ascension-ben láthatunk. A kampányból, illetve más multiplayer játékokból megismert XP rendszert követi a God of War Ascension több játékos esetében is. 

Mindössze 5 játékmód van a multiban: Team favor of Gods, Favor of the Gods Deathmatch, Capiture the Flag, Trial of Gods (lehet egyedül vagy ketten menni). Vannak pályák amelyek csak egy bizonyos játékmódban játszhatók. De van, ami több játékmódot is képvisel (pl: Az elveszett lelkek sivataga)

A multiplayer menetekben 8 vagy 6 ember játszik egymás ellen. Ezt a Match Making szeszélyessége dönti el. A multiplayerben észrevehető, hogy mindegy ki hányas szintű. Mindenki ugyanolyan esélyekkel kezd. Ezt nagyon jól megoldotta a Santa Monica Studio. 

A kampány során egyszer találkoztunk azzal a hőssel akit majd mi fogunk alakítani a multiplayer során.

A multiplayert egy rövid tanító szakasszal (tutorial) kell kezdeni, ami bevezet minket a multiplayer irányításába és ha szeretnénk, akkor komolyabb cseleket is meg tudunk tanulni a játék segítségével.

A multiplayerben is vannak piros illetve fehér ládák. A pirosak XP-t a fehérek valami különlegességet adnak.

A multiplayer elkezdésénél választhatunk egy istent, akinek a képviseletében tudunk harcolni. Természetesen mind a 4 istent is használhatjuk külön-külön ezzel növelve a multiplayer hosszát. Nagyon körültekintően kell választanunk az istenek között, hogy a mi játékmódunkhoz kapcsolódjon. Tehát ha támadók vagyunk akkor érdemes Árésszal vagy Hádésszal kezdenünk (Hádész kiemelkedően a legerősebb a multiplayer-ben). Ha védők vagyunk akkor inkább Poszeidónt használjuk. Zeusz mindennek az ötvözete.

A harcrendszer hasonlít a magányos játékos (single-player) rendszeréhez, de itt 3 választható fegyvertípus van. Kard, Lándzsa, Pöröly. A kard kifejezetten támadásra használható, a lándzsa inkább a védekezést segíti elő. A pöröly inkább a támadást segíti elő, de nem annyira, mint a kard. A fegyvertípusokon belül vannak a fegyverek, amelyeket használunk. Ezek közül van 1 alap fegyver. Istenenként 2 fegyvert kapunk fegyvertípusonként, amelyeket 9 illetve 25-ös szinten kaphatunk meg (összesen 30 szint van istenenként). Viszont vannak olyan fegyverek, amelyeket bizonyos feladatok elvégzése után kaphatunk meg. A fegyvereknél még vannak olyanok is, amelyeket össze kell rakni. A játék ezeket töredéknek(fragment-nek) nevezi. Ezeket a pályán elszórt fehér ládákból gyűjthetjük össze. Viszont rengeteget kell összegyűjtenünk, hogy egyet is megszerezzünk. Vannak a multiplayer módban sisakok, mellvértek, boka védők. Ezeket is ugyanúgy lehet megszerezni, mint a fegyvereket. Vannak varázslatok, képességek és relikviák. A varázslatokat mana gyűjtéssre használhatjuk. Az R2 billentyűvel használhatók. Ezek elszórtan vannak a pályán és kék színnel vannak jelölve. A kiírásban megláthatjuk, hogy 50 vagy 100 mana kell-e a varázslathoz. Vannak képességek, amelyek erős támadásokat kölcsönöznek, vagy valami egyéb komoly előnyszerzés a harcban. Ezeket az L2 billentyűvel használhatjuk. Ezekhez a képességekhez nem kell mana, hanem a képességtől függően megszabott időt kell várnunk az újratöltéshez. Vannak a relikviák amelyek különféle bónuszokat adnak a harc során (Pl: több támadó erő). Ezeket az előbb említett képességeket, varázslatokat illetve relikviákat ügyességi (skill) pontokkal válthatjuk ki, melyeket 1-1 szintlépésnél kapunk. Minél többet fejlődünk, annál jobban továbbfejleszthetők és annál több skill pontba fognak kerülni.

A pályákon elég gyakran találhatunk csapdákat. Ha az R1 billentyűt röviden nyomjuk, akkor azonnal bekapcsol a csapda ha hosszan akkor megvárja míg egy ellenfél arra téved és bele nem megy, ekkor aktiválódik.

A Match Making a multiplayer gyengéje. Katasztrofális. Min. 8 embernek kell lennie az elkezdéshez. Amint elosztja, a csapatokat 4-4 emberre bontja. Ha az egyik csapatból kilép valaki, akkor megy tovább a visszaszámolás (30mp). Amint a végéhez ért a számoló és az egyik csapatban csak 3 ember van, akkor az ellenféltől kidob egy játékost és úgy kezdődik el a menet. Ha 1-1 ember kilép mind a két csapatból akkor folytatódik a visszaszámolás de ha jön akár 1 ember is akkor felborul a rendszer és várni kell addig amíg a 8. ember meg nem jön (ha 2 jön akkor is ez történik). Ha elkezdődik a menet és azt lejátszották és megvan a 8 ember továbbá nagyjából arányos a 2 csapat eredménye, akkor nem kell sokat várni. Ugyanis, ha senki nem lép ki akkor 30 mp-en belül kezdődik egy új menet. Ha viszont valaki irreálisan jól játszik pl. 10 kill – 0 death akkor a játék automatikusan kidobja az illetőt (többszöri tapasztalatból mondom).

A játék gyakran megszakad és kidob mindenkit, így elveszett az XP és lehet újra várni. De ezt is ki lehet patch-elni. 

Első próbálkozásra végül is egy jó multiplayer. Sokáig el lehet vele lenni.